# Qualificazioni ai Giochi della XVIII Olimpiade (AFC)
Di seguito sono elencati gli incontri con relativo risultato della zona asiatica (AFC) per le qualificazioni a Tokyo 1964.

## Formula
Le 16 squadre vennero divise in due gironi da cinque squadre ed un girone da sei squadre. Il formato prevedeva un turno preliminare e due turni eliminatori, composti da spareggi A/R. In caso di pareggio, era previsto un terzo incontro in campo neutro.
Le vincenti di ogni girone si sarebbero qualificate alle Olimpiadi.

## Risultati

### Gruppo 1
Le Filippine si ritirò prima di giocare i propri incontri. Taiwan si ritirò prima di giocare lo spareggio per l'accesso al 1º turno eliminatorio.

#### Turno preliminare
|  | Corea del Sud | 2 – 1 | Taiwan |  |

|  | Taiwan | 1 – 0 | Corea del Sud |  |

|  | Corea del Sud | – | Taiwan |  |

Passa il turno la Corea del Sud (ritiro di Taiwan).

#### Primo turno eliminatorio
|  | Corea del Sud | – | Filippine |  |

|  | Filippine | – | Corea del Sud |  |

|  | Vietnam del Sud | 0 – 1 | Israele |  |

|  | Israele | 0 – 2 | Vietnam del Sud |  |

Passano il turno Corea del Sud (ritiro delle Filippine) e Vietnam del Sud (2-1).

#### Secondo turno eliminatorio
|  | Corea del Sud | 3 – 0 | Vietnam del Sud |  |

|  | Vietnam del Sud | 2 – 2 | Corea del Sud |  |

Si qualifica la Corea del Sud (5-2).

### Gruppo 2
L'Indonesia si ritirò prima di giocare i propri incontri.

#### Turno preliminare
|  | Malaysia | 1 – 1 | Thailandia |  |

|  | Thailandia | 3 – 2 | Malaysia |  |

Passa il turno la Thailandia (4-3).

#### Primo turno eliminatorio
|  | Birmania | 0 – 0 | Corea del Nord |  |

|  | Corea del Nord | 1 – 0 | Birmania |  |

|  | Thailandia | – | Indonesia |  |

|  | Indonesia | – | Thailandia |  |

Passano il turno Corea del Nord (1-0) e Thailandia (ritiro dell'Indonesia).

#### Secondo turno eliminatorio
| Rangoon | Corea del Nord | 2 – 0 | Thailandia |  |

| Rangoon | Thailandia | 0 – 5 | Corea del Nord |  |

Si qualifica la Corea del Nord (7-0).

### Gruppo 3
Il Libano si ritirò prima di giocare i propri incontri.

#### Turno preliminare
|  | Iran | 4 – 1 | Pakistan |  |

|  | Pakistan | 1 – 0 | Iran |  |

|  | Ceylon | 3 – 5 | India |  |

|  | India | 7 – 0 | Ceylon |  |

Passano il turno Iran (4-2) e India (12-3).

#### Primo turno eliminatorio
|  | Iran | 4 – 0 | Iraq |  |

|  | Iraq | 0 – 0 | Iran |  |

|  | India | – | Libano |  |

|  | Libano | – | India |  |

Passano il turno Iran (4-0) e India (ritiro del Libano).

#### Secondo turno eliminatorio
|  | Iran | 3 – 0 | India |  |

|  | India | 1 – 3 | Iran |  |

Si qualifica l'Iran (6-1).